# Walther Schmidt (Fußballspieler)
Walther Schmidt (* 16. Oktober 1920) war Fußballspieler in Zwickau. Für die Betriebssportgemeinschaft (BSG) Motor Zwickau spielte er in den 1950er-Jahren in der DDR-Oberliga, der höchsten Liga im DDR-Fußball.

## Sportliche Laufbahn
Seinen Einstand in der DDR-Oberliga gab Walther Schmidt in der Saison 1951/52. Den ersten Einsatz hatte er am 22. Spieltag als Mittelfeldspieler im Heimspiel gegen Vorwärts Leipzig (3:2). Bis zum Saisonende bestritt Schmidt weitere fünf Oberligaspiele auf jeweils unterschiedlichen Positionen, zweimal war er nur Einwechselspieler. Während er 1952/53 nur in der Reservemannschaft spielte, war er in der Spielzeit 1953/54 als Verteidiger bzw. Mittelfeldspieler bis zum 15. Spieltag mit zwölf Einsätzen Stammspieler in der Oberligamannschaft von  Motor Zwickau. Danach fiel er für längere Zeit aus und bestritt erst wieder am Saisonende zwei weitere Oberligaspiele. Als Motor Zwickau im Endspiel um den DDR-Fußball-Pokal mit 1:2 gegen Vorwärts Berlin verlor, war Schmidt als linker Verteidiger dabei. Auf dieser Position hatte er auch 1954/55 zunächst einen Stammplatz sicher. Nach der Winterpause fiel Schmidt wieder für mehrere Spiele aus, sodass er schließlich nur auf 16 Oberligaeinsätze kam. In der anschließenden Übergangsrunde, die im Herbst 1955 zum Wechsel in die Kalenderjahrsaison mit dreizehn Spielen ausgetragen wurde, bestritt Schmidt nur zwei Begegnungen. In seiner letzten Oberligaspielzeit absolvierte Walther Schmidt 1956 nur noch in der Hinrunde acht Punktspiele, in denen er hauptsächlich im Mittelfeld spielte. Als 36-Jähriger beendete er nach fünf Spielzeiten, in denen er auf 47 Oberligaspiele (ohne Torerfolg) gekommen war, seine Karriere als Leistungssportler.   